# Колушкино
Ко́лушкино — слобода в Тарасовском районе Ростовской области.
Административный центр Колушкинского сельского поселения.

## История
По состоянию на 1801 год на расстоянии 10 верст от слободы Степановки был расположен хутор Колушкин. В нём насчитывалось 18 дворов, проживало 54 души мужского пола и 55 душ женского пола. 1 октября 1863 года был заключен выкупной договор между наследниками подполковника Николая Ефремова и временнообязанными крестьянами, которые проживали на территории посёлка Колушкин. Из него следовало, что наследники Ефремова продают крестьянам из посёлка Колушкина 10 равных участков земли на 415 душ. Одному человеку доставалась одна десятина и четыреста квадратных сажень. Общий размер земельного участка был равен четыреста восемьдесят четыре десятины и четыреста квадратных сажень. В стоимость земельных участков также были включены крестьянские усадебные вещи обихода. Каждая ревизская душа должна была уплатить сумму в размере 40 рублей серебром в течение трех лет. Общая сумма к оплате составляла 16 600 рублей. Крестьяне должны были производить выплаты 1863 году, в 1864 году и в 1865 году. Каждый год платеж составлял 5333 рубля и по 33 и одной трети копеек серебром. Срок уплаты был назначен на 1 июня и 1 октября, сумма к оплате равнялась 2710 рублей серебром. По состоянию на 1863 год крестьяне внесли деньги в соответствии с первым выкупным договором и им оставалось делать платежи за земельные участки в 1864 и 1865 году.
В 1934—1938 годах Колушкино было центром Колушкинского района.

## Население
| 2010 |
| ---- |
| 940  |

## Улицы
| - ул. Горная, - ул. Дружбы, - ул. Красных Партизан, - ул. Лесная, - ул. Мира, - ул. Молодёжная, | - ул. Набережная, - ул. Садовая, - ул. Советская, - ул. Степная, - пер. Спортивный. |

## Достопримечательности
- Церковь Иоанна Богослова